# 경복궁내수
경복궁내수(景福宮內水)는 경복궁 영추문 안쪽의 대은암천에서 갈라져나와 궁궐 밖을 지나 백운동천으로 합류하던 하천이다. 준천사실에는 경복궁내지수(景福宮內之水)로 되어 있고, 한경지략과 동국여지비고에는 누락되어 있다. 이 하천의 이름은 경복궁 안에서 밖으로 흘러나오는 물줄기라는 뜻으로 붙었다.
1433년과 1444년에 대은암천의 물을 끌어다가 경복궁내수로 유입하는 방안을 논의하였고, 이후 그렇게 하였다. 1472년에는 수량을 증가시킨 것을 원복(原復)하였다.

## 과거의 다리
조선 시대의 경복궁내수의 다리 목록이다.
- 북어교(北御橋) : 적선동 77번지 일대에 있었으며, 수문을 나와 도로를 건너던 다리로 추정된다.[5] 붕어다리, 어교(魚橋) 등으로도 불렸다.
- - : 도렴동 2번지 부근에 있었으나, 수선전도에 표시만 되어 있어 이름은 알 수 없다.[5]